# Linia kolejowa Havlíčkův Brod – Pardubice-Rosice nad Labem
Linia kolejowa Havlíčkův Brod – Pardubice-Rosice nad Labem – jednotorowa, niezelektryfikowana linia kolejowa w Czechach. Łączy Pardubice i Havlíčkův Brod. Przebiega przez dwa kraje: pardubicki i Wysoczyna.